# Belagerung von Kalisz
In der Belagerung von Kalisz kämpfte vom 21. bis zum 23. September 1331 ein Deutschordensheer unter Dietrich von Altenburg gegen polnische Verteidiger. Der polnische König Władysław I. Ellenlang war nicht zugegen.

## Schlacht
Nachdem der Deutsche Orden bereits im Sommer 1331 in Kujawien und Großpolen eingefallen war, rückte er im September desselben Jahres über Łęczyca, Sieradz und Uniejów vor die Tore von Kalisz, wo das Ordensheer sich mit den Truppen von Johann von Böhmen vereinigen sollte, um gemeinsam Krakau, den Königssitz von Władysław I. Ellenlang anzugreifen. Johann von Böhmen erschien jedoch nicht mit seinem Heer vor Kalisz, so dass sich das Ordensheer entschloss, die Stadt alleine anzugreifen. Der Fluss Prosna trat jedoch aufgrund von starken Regenfällen über die Ufer, was die Belagerung erschwerte. Da das böhmische Heer weiterhin nicht erschien und auch keine Kunde über seinen Verbleib gegeben wurde, entschlossen sich die Ordensritter die Belagerung nach zwei Tagen abzubrechen und zogen weiter nach Konin, wo sie noch am gleichen Tag in der Schlacht bei Konin auf ein polnisches Entsatzheer stießen.